# 바실리 지로프
바실리 발레리예비치 지로프(러시아어: Васи́лий Вале́рьевич Жи́ров, 1974년 4월 4일~)는 카자흐스탄의 권투 선수, 지도자이다. 소련 청소년 국가대표와 카자흐스탄 국가대표 권투 선수로 활약했다. 국가대표 선수로서 1996년 하계 올림픽에서 라이트헤비급 금메달을 획득하였으며, 세계 선수권 대회에서 동메달 2개, 아시안 게임에서 동메달 1개를 획득하였다. 올림픽에서 금메달을 획득한 후 프로 선수로 전향하여 1997년부터 2009년까지 국제 복싱 연맹(IBF) 크루저급 챔피언으로 군림했다. 
은퇴 후에는 미국에 거주하면서 권투 지도자로 활동하고 있다.